# 婆罗洲象
婆罗洲象（学名：Elephas maximus borneensis），又称加里曼丹象、婆羅洲矮象、婆罗洲侏儒象等，原來被当作外来亞洲象的野化种群。2003年被认为应属于亞洲象的一个独立亚种，但其原生地目前尚无定论。其亚种加词“borneensis”意为“婆罗洲的”。
婆罗洲象个头比其它亚洲象还要小一倍。現在被認為是源自巽他群岛的驯化亚种。目前主要生存于婆罗洲岛北部沙巴和東北部。它受到棲息地喪失和破碎化的威脅，只剩下1500头左右。

## 发现历史

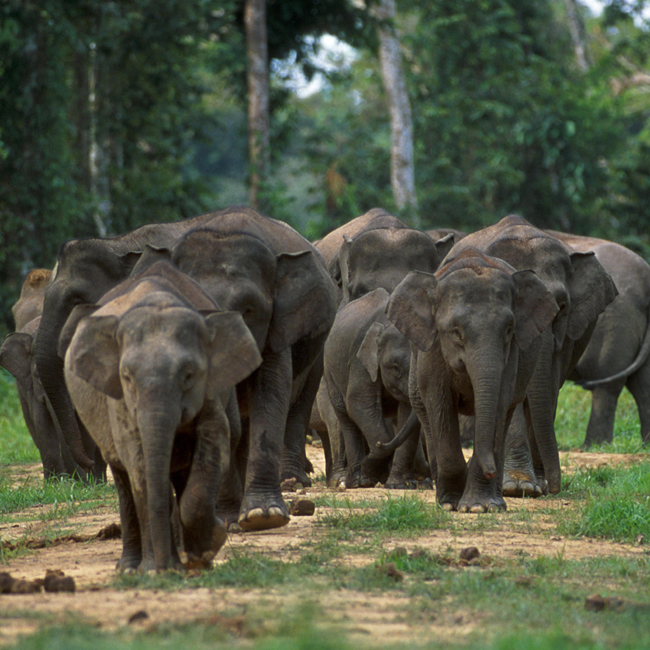
婆羅洲象象群

婆罗洲象一直以来被认为是近代由人类引入，是其他地区亚洲象的后裔，并非当地的原生物种。一直到2003年以美国人唐·梅尔尼克为主的学者才以DNA检验比对为论据提出不同意见。

### 属于亚洲象说法
婆罗洲岛上没有发现过象的化石，而当地土著的土语中也没有象这个词，是以有学者认为婆罗洲象是近代被人类从亚洲其他地区带进婆罗洲的。
在20世纪50年代，依解剖上的差异，如较小的头盖骨和牙齿的变形等，婆罗洲象曾被归类于亚洲象的一个亚种。但同时有动物学家指出婆罗洲的大象种群看上去与其它亚洲象不同,它们的头骨更小，象牙也存在一些差异。

### 历史记载
当地史书记载了爪哇国王向苏禄国苏丹赠送两头驯象的历史，而后来这些驯象在婆罗洲西部繁衍野化。1521年斐迪南·麥哲倫抵达汶莱时，记载了当地国王以丝绸装饰驯象的事迹。但到了1770年，欧洲的访问者没再看到这种习俗，反之记述了当地人在丰收之后狩猎野生象群的景象。尽管早前汶莱与马辰都有王室养象的记录，但当地人一向没有捕捉或驯化当地野象的传统。

### 婆罗洲象基因起源
2003年，美国纽约哥伦比亚大学环境研究和保护中心的唐·梅尔尼克（Don Melnick）与来自美国、印度和马来西亚的同事研究了婆罗洲大象的DNA。他们收集了婆罗洲北部马来西亚部分的20只大象的粪便和血液样本，从中分离出一个线粒体和5个染色体基因。然后比较这些基因与南亚地区数百头大象的相应基因。2003年的比较结果，婆罗洲大象与任何已知大象种群都存在很大差异，无论是野生还是驯养种群。婆罗洲象应该归于一独特的亚种。
研究结果发现婆罗洲象并非近代才出现。它们和其他亚洲象明显不同，作者推测婆罗洲象是三十万年前婆罗洲和亚洲大陆分离後，所誕生的新亚種。

### 爪哇象孑遗
然而，由于婆罗洲一直没发现象的化石，因此婆罗洲可能不是本亚种的原生地，因此，综合上述分子学、生物考古与当地历史文献等资料，婆罗洲象很可能是已在爪哇岛上绝迹的亚洲象的亚种——爪哇象（Elephas maximus sondaicus）的孑遗。